# Erel Paz
Erel Paz (* 1974) ist ein israelischer Komponist.

## Leben
Paz besuchte bis 1991 die Thelma Yellin High School of Arts in Giw’atajim. Danach studierte er bis 2000 Komposition bei Eyal El-Dor, Sergio Natra, Ari Ben-Shabetai und Mark Kopytman an der Jerusalem Academy of Music and Dance. Seine Musik wurde in Asien, Europa und den USA gespielt. Er ist Mitglied der Israel Composers’ League.

## Preise
- Erster Preis bei der Liebersohn Composition Competition (2000/06)
- Erster Preis/Publikumspreis der Seoul International Competition For Composers (2001)
- ACL Yoshiro IRINO Memorial Prize (2004)
- ACUM Award (2005)
- Israeli Prime Minister Award (2006)